# 道の駅シェルプラザ・港
道の駅シェルプラザ・港（みちのえき シェルプラザ・みなと）は、北海道磯谷郡蘭越町にある国道229号の道の駅である。

## 主な施設
- 駐車場
  - 普通車：33台
  - 大型車：2台
  - 身障者用 : 2台
- トイレ（24時間利用可能）
  - 男：大 2器、小 5器
  - 女：4器
  - 身障者用：1器
- 公衆電話：1台
- 売店
- 軽食コーナー
- 観光案内所

## 休館日
- 年末年始

## アクセス
直接連絡
- 国道229号

間接連絡
- 北海道道229号北尻別蘭越停車場線
- 北海道道267号磯谷蘭越線

## 周辺
- 蘭越町貝の館
- 尻別川
- 蘭越町立港小学校
- コックリ湖
- ニセコバス雷電線・「港町小学校」停留所